# Nasofibrolaringoscopia
A Nasofibrolaringoscopia é um procedimento médico realizado para diagnosticar e localizar doenças da laringe, faringe e da mucosa nasal. O exame é semelhante a Nasofaringoscopia e Nasofibroscopia, mas nesse caso voltado e estendido ao exames da fibras da laringe e cavidades nasais.

## Descrição
O exame é realizado geralmente por otorrinolaringologista, com ajuda de aparelhos dotados de câmera e uma iluminação especial feita por fibra ótica e leds. Durante o exame, a câmera penetra a cavidade nasal gerando imagem em um monitor, no qual é examinado as estruturas da laringe e da cavidade, em busca de lesões orgânicas ou funcionais.